# Metrofane di Bisanzio
Metrofane (III secolo – 326) è stato un vescovo romano per la sede di Bisanzio dal 306 al 314.

## Biografia
Il suo predecessore come vescovo di Bisanzio era Probo, figlio di Domezio, e Metrofane potrebbe essere stato il figlio di Probo.
Esiste una tradizione secondo cui, prima della sua morte, l'imperatore Costantino I gli conferì il titolo onorifico di Patriarca; tuttavia, Bisanzio non divenne la capitale dell'impero fino 330 (quando fu rinominata Nuova Roma o Costantinopoli), e la sede episcopale non fu elevata al rango di patriarcato prima del 451.
Non poté prendere parte al primo Concilio Ecumenico, che si tenne a Nicea, a causa dell'età e della cattiva salute (era già costretto a letto). Mandò in sua vece Alessandro, il primo tra i suoi presbiteri, un uomo onesto, che aveva designato come suo successore. Per questo si racconta che, quando il Concilio era finito e il sovrano tornò con i padri conciliari, gli era stato detto da Dio che Alessandro, e dopo lui Paolo, sarebbero stati graditi a Dio stesso, e che erano adatti al ruolo.
Potrebbe essersi ritirato dal suo episcopato ed essere morto nel 326.

## Culto
Metrofane fu canonizzato come santo ed è venerato sia nella Chiesa ortodossa che nella Chiesa cattolica romana. La sua memoria liturgica ricorre il 4 giugno.